# Munding
Munding is een bestuurslaag in het regentschap Semarang van de provincie Midden-Java, Indonesië. Munding telt 2915 inwoners (volkstelling 2010).